# Midnight Rambler
〈Midnight Rambler〉는 1969년 음반 《Let It Bleed》를 통해 발표한 영국의 록 밴드 롤링 스톤스의 곡이다. 이 노래는 보스톤 교살자를 고백한 알버트 드살보의 느슨한 전기다.
키스 리처즈는 2012년 다큐멘터리 《크로스파이어 허리케인》에서 아무도 그 노래를 작곡할 수 없었다고 언급하며 "블루스 오페라"와 5인조 재거-리처즈 곡을 불렀다.

## 참여 인원
- 믹 재거 – 리드 보컬, 하모니카
- 키스 리처즈 – 기타
- 브라이언 존스 – 콩가
- 빌 와이먼 – 베이스
- 찰리 와츠 – 드럼